# Songs for the Jet Set
Songs for the Jet Set — третий студийный альбом британской группы Drugstore. Он был записан на студии Battery Studios в Лондоне менее чем за две недели, а в треке «Baby Don’t Hurt Yourself» на педальной гитаре играет Пол Нихаус из группы Lambchop.

## Отзывы
| Оценки критиков | Оценки критиков |
| Источник        | Оценка          |
| --------------- | --------------- |
| AllMusic        | [ 2 ]           |
| NME             | [ 3 ]           |
| PopMatters      | (favorable)     |

Альбом получил в целом положительные отзывы от современных музыкальных критиков.
Дин Карлсон отметил в AllMusic, что «Еще одна плодородная грядка бледных, измученных бутонов раскаяния заставляет Drugstore разрабатывать свои мрачные стратегии не вопреки, а благодаря тому, что они лучше всех в британском пост-Urban Hymns ландшафте знают, как обращаться с вдохновляющей, избитой трансатлантической изоляцией, о которой поют бразильские подражатели Рози Перес. Конечно, это поверхностное резюме, но, как и нервное хихиканье на полуночных киносеансах, беспокойство, скрывающееся в каждом продленном моменте, достаточно сильное, чтобы сломать защитные щиты. У Изабель Монтейро душераздирающий голос. Смесь одиноких шепотов Mazzy Star и призывов протестующих против ВТО. И когда она начинает тихое гимническое „Song for the Lonely“ или переосмысление „Perfect Day“ Уильяма Блейка, которое называется „Thin Air“, все, что вы можете сделать, это не выключать свет и не писать письма старым школьным возлюбленным. Факт: Songs for the Jet Set был записан чуть больше чем за неделю, и его непосредственность, его нетронутая декомпрессия — лишенная иногдашней бравады прошлого — привели к мощному, незаконно недооцененному достижению».

## Список композиций
| №   | Название                                 | Длительность |
| --- | ---------------------------------------- | ------------ |
| 1.  | «Baby Don't Hurt Yourself»               | 4:50         |
| 2.  | «Song For The Lonely»                    | 3:50         |
| 3.  | «I Wanna Love You Like A Man»            | 2:58         |
| 4.  | «Navegando»                              | 3:10         |
| 5.  | «The Party Is Over»                      | 4:36         |
| 6.  | «Hate»                                   | 3:31         |
| 7.  | «Little Girl»                            | 3:36         |
| 8.  | «Wayward Daughter»                       | 3:51         |
| 9.  | «Thin Air»                               | 4:08         |
| 10. | «Allegro Ma Non Troppo»                  | 2:28         |
| 11. | «Flying Down To Rio (plus hidden track)» | 11:33        |

## Персонал
- Изабель Монтейро — бас-гитара, вокал, фортепиано, акустическая гитара, художественное оформление, тексты песен
- Дарон Робинсон — электрогитара, акустическая гитара, вокал
- Майк Чилински — ударные, перкуссия, бэк-вокал
- Иэн Бёрдж — виолончель, фортепиано, клавишные, бэк-вокал[5]